# 현풍휴게소

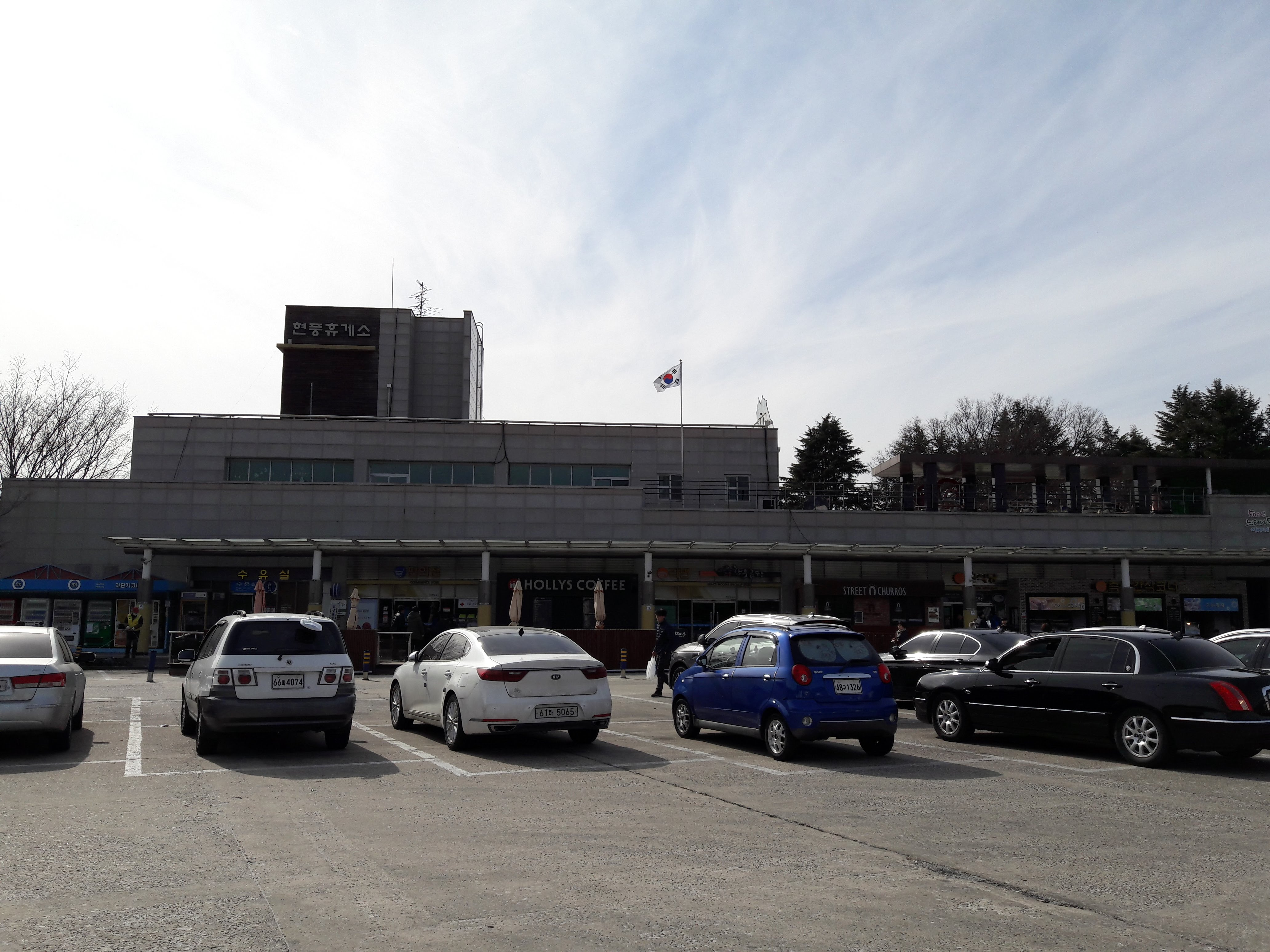
창원방향

현풍휴게소(玄風休憩所, Hyeonpung Service Area)는 대구광역시 달성군 현풍읍 성하리에 위치한 중부내륙고속도로지선의 고속도로 휴게소이다. 양방향 모두 휴게소가 존재하며, 주소는 현풍방향의 경우 대구광역시 달성군 현풍읍 성하길 48이고, 금호방향의 경우 대구광역시 달성군 현풍읍 비슬로 741이다.
1977년 12월 16일 대구마산고속도로 내서 ~ 팔달교 구간이 개통되면서 개장하였으며, 그 당시 현풍 나들목도 이 위치에 설치되어 있었으나, 1995년 11월 7일 구마고속도로 창녕 ~ 옥포 구간의 왕복 4차로 확장 개통으로 인해 현 위치인 대구광역시 달성군 현풍읍 지리, 대리로 이설되었으며, 이후 2016년 이 휴게소 내에 하이패스 전용 나들목인 북현풍 나들목이 착공되어 2018년 5월 30일에 개통되었다.

## 시설
- 브랜드매장 : 할리스 커피, 발렌키
- 정유소 : 알뜰주유소
- LPG 충전소 : E1 (양방향)
- 경정비소 : 없음
- 화물휴게소 : 없음

## 전후
현풍 방향
- 현풍 분기점 ← 현풍휴게소·북현풍 나들목 ← 달성 나들목
- 고속도로 기점 ← 현풍휴게소·북현풍 나들목 ← 고속도로 종점

금호 방향
- 현풍 분기점 → 현풍휴게소·북현풍 나들목 → 달성 나들목
- 고속도로 기점 → 현풍휴게소·북현풍 나들목 → 고속도로 종점

## 같이 보기
- 현풍 분기점
- 북현풍 나들목